# Emil Cenek
Emil Cenek (10. září 1887 Ždánice – 28. května 1943 Gollnow, Polsko) byl jednou z obětí okupace za 2. světové války.
Narodil se 10. září 1887 ve Ždánicích u Kyjova do rodiny tamního učitele Františka (Kašpara) Cenka a jeho manželky Adély, roz. Michálkové. Stal se učitelem na měšťanské škole chlapecké v Uherském Hradišti. Byl členem Skauta a pořadatelem dětských táborů. Po německé okupaci v březnu 1939 se zapojil do odbojové organizace Obrana národa a jako správce noclehárny pomáhal osobám, přecházejícím přes Uherské Hradiště na Slovensko a dalším. Pomohl i parašutistům Gabčíkovi, Kubišovi a dalším, kteří provedli atentát na říšského protektora Heydricha.
Zatčen byl 27. 7. 1939 a následně vězněn v Uherském Hradišti, Brně, Vratislavi, Berlíně, Wohlau a Gollnowě. 12. 8. 1942 byl odsouzen v Vratislavi na 5 let káznice. Zemřel na následky věznění v káznici 28. 5. 1943 v Gollnow, kde je i pochován (hrob č. 38 v novém oddělení hřbitova). Pamětní desku má v Brně - Moravské nám. 6/01.

## Významní příbuzní
- Jindřich Cenek — Starší bratr Emila Cenka, byl jedním ze zakládajících členů Pěveckého sdružení moravských učitelů, narozen rovněž ve Ždánicích u Kyjova, pochován v Kunštátě na Moravě na městském hřbitově. Zakládající člen a předseda SOKOLA ve Valticích na jižní Moravě.[2]
- Ing. Dr. doc. prof. Mojmír Cenek, CSc. — Přednášel na Vojenské technické akademii v Brně, narozen 1918, syn Jindřicha Cenka, významně se podílel na úspěších VTA, zabýval se naukou o nových materiálech, přednášel na univerzitách v Káhiře a v Paříži. Byl znám i včelařskou obcí jako významný člen.
- Mgr. Doubravka Cenková-Česalová — Sestra Mojmíra Cenka, dcera Jindřicha Cenka. Byla první manželkou spisovatele Ing. Františka Frice (autora knih: Lovy beze zbraní, Kudu větevnice, Ozvěny ticha, Bílá manéž, Zrzek), významná pedagožka na Karlovarsku. Narozena 9. 6. 1919, zemřela v roce 2002.